# Raymond Alessandrini
Raymond Alessandrini (Coblença, Renània-Palatinat, 1948) és un compositor de bandes sonores de cinema i pianista francès.

## Biografia
Nascut el 1948 a Koblenz, Alemanya, va començar a tocar el piano als cinc anys.
La seva formació és la de la majoria de músics clàssics, culminant amb un primer premi de piano l'any 1966 i de música de cambra l'any 1967 al Conservatori Nacional de Música de París, als quals s'afegeixen estudis aprofundits d'escriptura musical. El 1969, va conèixer a Michel Magne i es va convertir en el seu orquestrador. A partir d'aquí, es van obrir les portes dels estudis parisencs i, molt ràpidament, va ser sol·licitat com a pianista per a diversos compositors de música de cinema: Elmer Bernstein, Lalo Schifrin, Georges Delerue , Alfred Newman. Va ser a través de Georges Delerue que va obtenir el seu primer compromís per a una pel·lícula de televisió, Les Joies de la famille Pinelli, tot i que s'havia d'instal·lar a Los Angeles.
Compondrà part de la música de la pel·lícula: Chobizenesse de Jean Yanne i també compondrà la major part de la música de les pel·lícules de Jean-Charles Tacchella.
Obres de concert: Concert per a saxo, orquestra de corda i percussió; Chassé-croisé per a saxo i piano; Valse lente per a saxo i piano; Piazzolino per a saxo i piano; La Caixa de Pandora per a saxo i piano; Studio saxo per a saxo i piano; Cronos per a saxo soprano; Les Aventures de Poucette per a flauta i piano; Eleusis (5 salms per a cor mixt, soprano sol, percussió i 2 pianos); Llum d'entreacte per a 3 trompetes i trombó; Facturar o no facturar per a piano i orquestra
Obres per al teatre: Salle obscura de Pierre Philippe; La Sortie au théâtre de Karl Valentin; Antígona de Sòfocles; Frisette i La Station Champbaudet d'Eugène Labiche.

## Filmografia

### Cinéma
- 1975 : Chobizenesse de Jean Yanne
- 1982 : Deux heures moins le quart avant Jésus-Christ de Jean Yanne
- 1984 : Angkor (documental) de Pierre Philippe
- 1984 : L'Hirondelle et la Mésange d'André Antoine (dirigida el 1920)
- 1985 : Escalier C de Jean-Charles Tacchella
- 1986 : Un chapeau de paille d'Italie de René Clair (dirigida el 1927)
- 1987 : Travelling avant de Jean-Charles Tacchella
- 1988 : La Maison de Jeanne de Magali Clément
- 1989 : Pleure pas my love de Tony Gatlif
- 1990 : Dames galantes de Jean-Charles Tacchella
- 1991 : Triplex de Georges Lautner
- 1992 : Totte et sa Chance d'Augusto Genina (réalisé en 1925)
- 1992 : L'Homme de ma vie de Jean-Charles Tacchella
- 1994 : Priez pour nous de Jean-Pierre Vergne
- 1995 : Tous les jours dimanche de Jean-Charles Tacchella
- 1996 : Golden Boy de Jean-Pierre Vergne
- 2000 : Les Gens qui s'aiment de Jean-Charles Tacchella
- 2000 : Avarícia (Greed) d'Éric von Stroheim (dirigida el 1923)

### Televisió
- 1982 : Les Joies de la famille Pinelli de Jean L'Hôte
- 1983 : Fabien de la Drôme de Michel Wyn
- 1984 : Les Colonnes du Ciel de Gabriel Axel
- 1984 : Jeu set et match de Michel Wyn
- 1985 : A life after the death de Peter Duffell
- 1986 : Cour d'Assises de Jean-Charles Tacchella
- 1986 : Félicien Grevèche de Michel Wyn
- 1987 : Hand in Glove de Peter Duffell
- 1988 : L'Affaire St Roman de Michel Wyn
- 1989 : Some other spring de Peter Duffell
- 1989 : Le Roi de Patagonie de Georges Campana i Stéphane Kurc
- 1990 : Les Cavaliers aux yeux verts de Michel Wyn
- 1990 : Tropical gamble de Michel Wyn
- 1990 : Alphonse et les menteuses de Michel Wyn
- 1991 : Aldo classes tous risques (La Guigne) de Michel Wyn
- 1991 : Aldo classes tous risques (Mascarade) de Michel Wyn
- 1992 : Prêcheur en eau trouble de Georges Lautner
- 1993 : Mistinguett une histoire d'amour de Michel Wyn
- 1993 : Piaf, une brève rencontre de Michel Wyn
- 1993 : Jenny Marx, la femme du diable de Michel Wyn
- 1995 : Les Pisteurs de Luc Beraud